# Bahnhof Balham

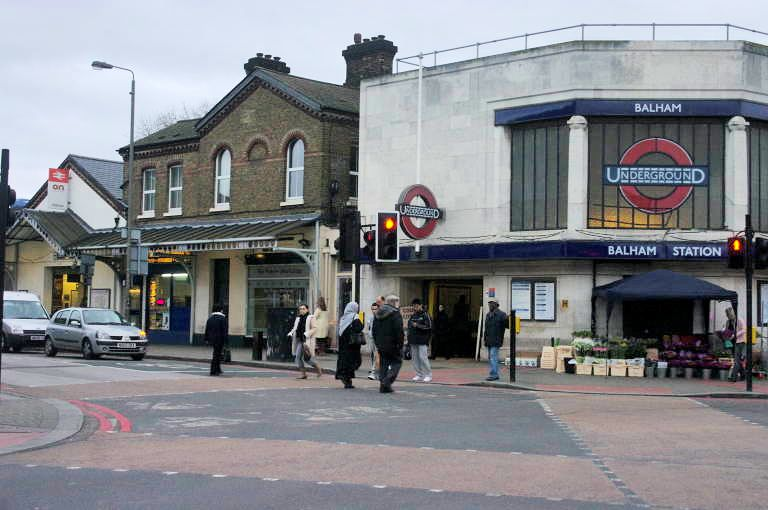
Stationsgebäude der U-Bahn

Balham ist ein Bahnhof im Stadtbezirk London Borough of Wandsworth. Er liegt in der Travelcard-Tarifzone 3 an der Balham High Road. Unterhalb des Bahnhofs befindet sich eine U-Bahn-Station der London Underground, an der Züge der Northern Line halten. Im Jahr 2013 nutzten 6,785 Millionen Fahrgäste den Bahnhof und 12,05 Millionen die U-Bahn-Station.

## U-Bahn

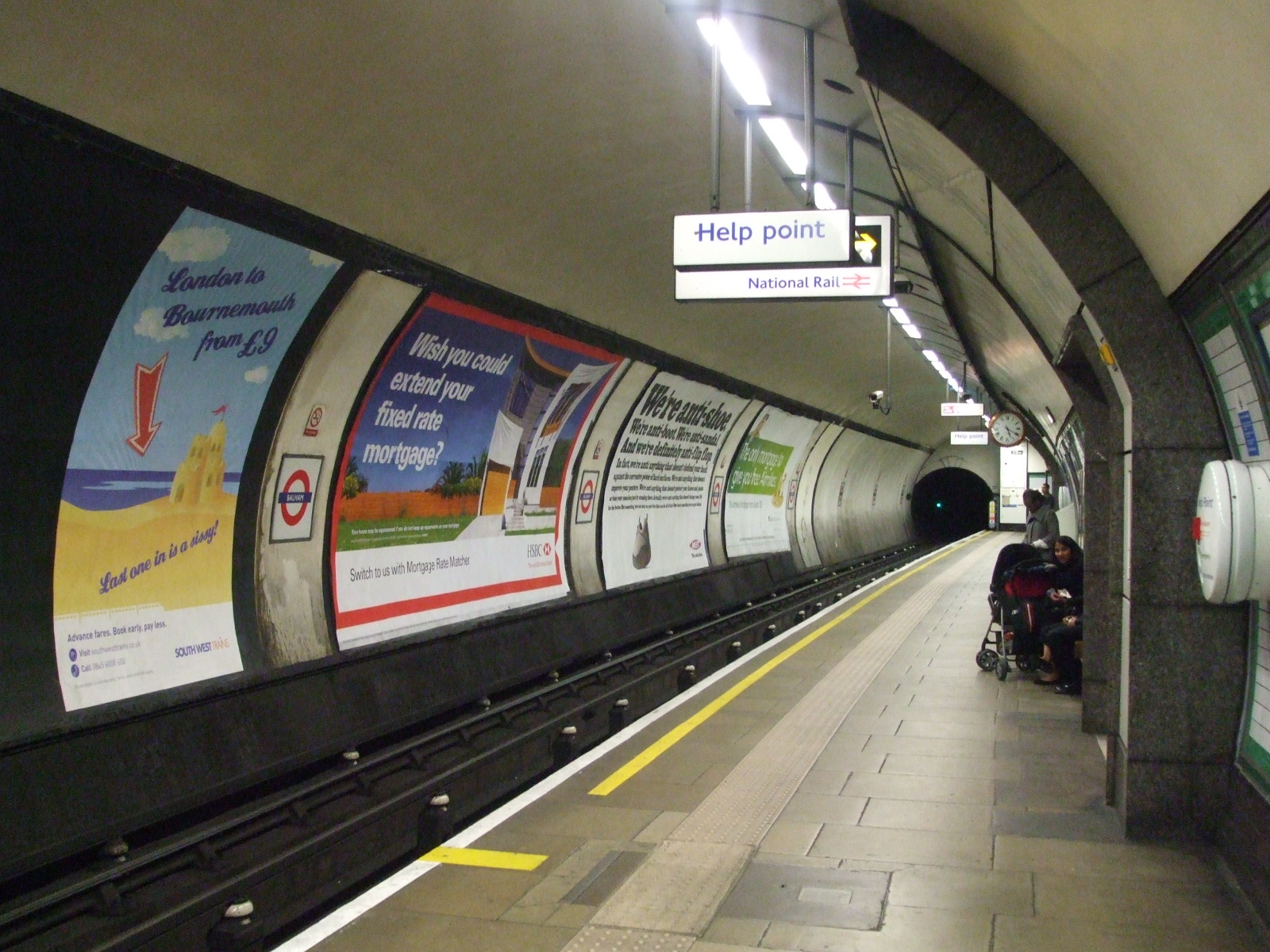
Bahnsteig in nördlicher Richtung

Die U-Bahn-Station wurde am 13. September 1926 als Teil der Verlängerung von Clapham Common nach Morden eröffnet. Die von Charles Holden entworfene Station ist ein aus Portland-Stein bestehendes Gebäude im modernistischen Stil. Die Fliesen bei den Bahnsteigen und in den Zugangstunneln sind weitgehend im Originalzustand erhalten geblieben. Seit 1987 steht das Gebäude unter Denkmalschutz (Grade II). Die Station besitzt zwei Eingänge beidseits der Balham High Road, die durch eine Fußgängerunterführung miteinander verbunden sind.
Am 14. Oktober 1940, während des Zweiten Weltkriegs, fiel eine Fliegerbombe auf die Straße über der Station. Die Wucht der Explosion hinterließ einen neun Meter tiefen Krater, in den ein Bus hineinstürzte. Die Wasserleitungen und Abwasserrohre barsten und überfluteten die Station. Nach Angaben der Commonwealth War Graves Commission forderte der Angriff 65 Todesopfer, hinzu kamen 70 Verletzte. Die Station sowie die Strecke zwischen Clapham Common und Tooting Bec konnten erst am 12. Januar 1941 wieder in Betrieb genommen werden.
Das Musikvideo zur Single Missing von Everything but the Girl zeigt wiederholt die beiden Stationsgebäude. Im Roman Abbitte von Ian McEwan und im gleichnamigen Film wird die Überflutung der Station nach dem Fliegerangriff kurz beschrieben; in beiden wird aber ein falsches Datum genannt.

## Eisenbahn

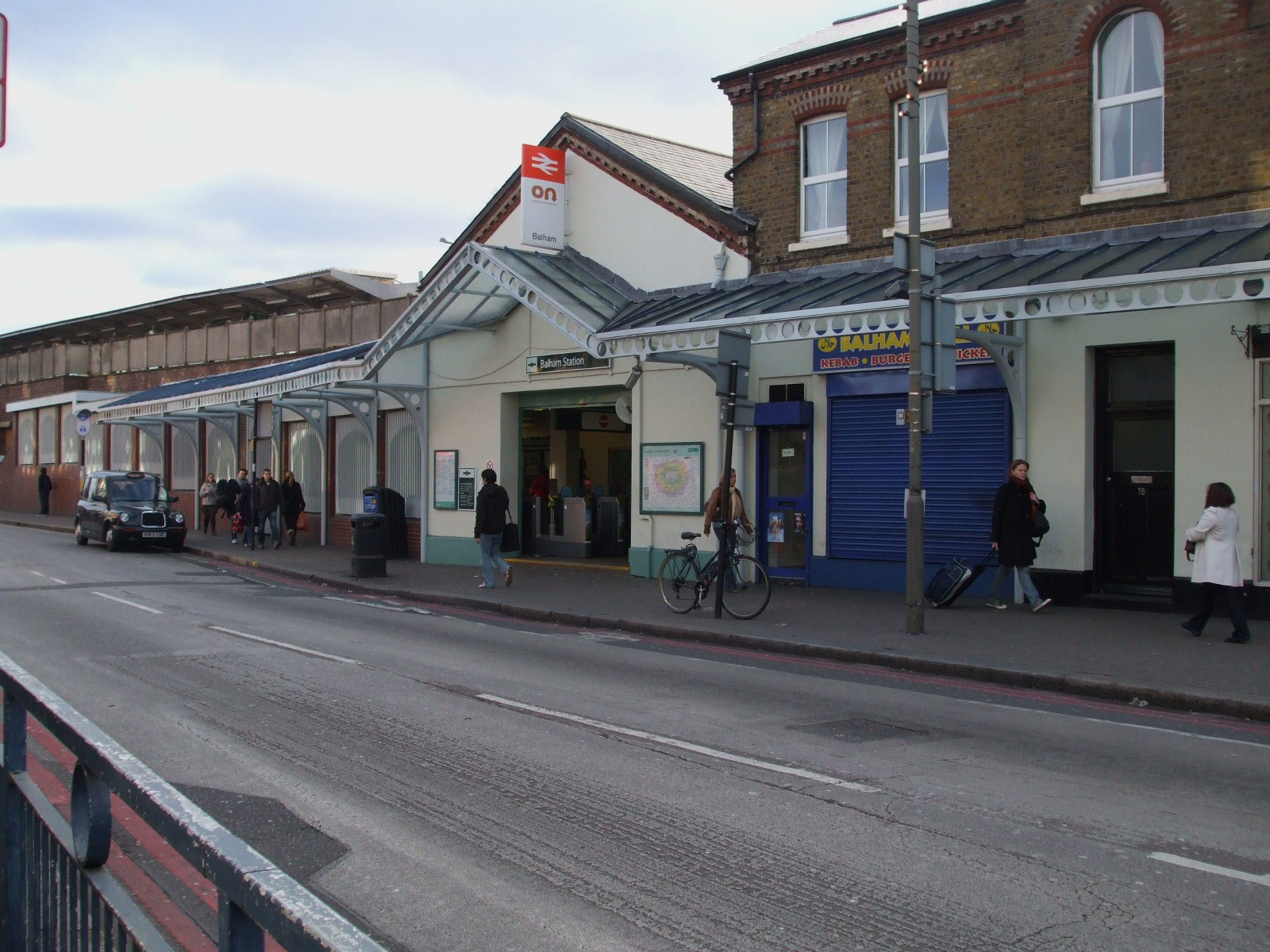
Eingang zum Bahnhof

Der viergleisige Bahnhof Balham befindet sich an der Brighton Main Line, der von Victoria nach Brighton führenden Bahnstrecke. Die Gleise liegen auf einem Damm, der Zugang zu den Bahnsteigen erfolgt über eine Unterführung. Vorortzüge der Gesellschaft Southern verkehren nach Croydon, Epsom, Horsham, London Bridge (via Crystal Palace) und Sutton.
Eröffnet wurde der Bahnhof 1863 durch die London, Brighton and South Coast Railway (LB&SCR); er ersetzte einen nahe gelegenen, im Jahr 1856 errichteten Haltepunkt. Zu Beginn hieß der Bahnhof Balham and Upper Tooting. 1923 ging die LB&SCR an die Southern Railway über, die in den folgenden Jahren die hier verlaufende Strecke elektrifizierte. Nach der Privatisierung der britischen Eisenbahnen kam der Bahnhof 1996 unter die Verwaltung der Gesellschaft Connex South Central, seit 2000 ist Southern für den Betrieb zuständig.